# Slaget ved the Pips
Slaget ved the Pips refererer til en hændelse, der fandt sted den 27. juli 1943 som led i Aleuterkampagnen i Stillehavskrigen under 2. verdenskrig. Som forberedelse til angrebet på øen Kiska, der var planlagt til at finde sted i august, dannede den amerikanske flåde TG 16.22 under ledelse af kontreadmiral Griffin. Eskadren blev bygget op omkring slagskibene USS Mississippi og USS Idaho.
Den 27. juli, begyndte TG 16.22, 130 km (80 miles) vest for Kiska, at opfange en række ukendte radarkontakter. Der blev givet ordre til at åbne ild, og 518 14" granater fra begge slagskibe blev affyret, men der var ingen træffere.
Radar var stadig en ny og upålidelig teknologi på det tidspunkt, og vejrforholdene omkring Aleuterne var særdeles dårlige. Sigtbarheden var stærkt nedsat, som det er normalt i området. Ingen krigsskibe fra den japanske flåde var faktisk indenfor en afstand af 320 km (200 miles). Forfatteren Brian Garfield formoder, baseret på vurderinger af aleutiske, nutidige fiskeskippere, at det, der blev set, var flokke af sodfarvede eller korthalede skråper. De er arter af migrerende petreller, der passerer gennem Aleuterne i juli hvert år.